# Söderköpingsån
Storån (även felaktigt känd som Söderköpingsån), är en å i Östergötland. Den ursprungliga Söderköpingsån som till stora delar ersatts med Göta kanal, startade sitt flöde vid Roxen (Braskens grav) och passerade sjön Asplången. Från Asplången finns ån kvar och flyter ihop med Storån strax efter Nybble. Storån flyter sedan genom Söderköping för att senare mynna ut i Slätbaken (Östersjön) vid Söderköping. Åns längd är ca 25 km. Delen mellan Söderköping och Mem nämns på en äldre karta Slätbaksån. 
Emellertid mottar ån några kilometer före mynningen ett betydligt större biflöde från söder. Detta biflöde, Tvärån, som uppströms även heter bland annat Hällaån och Gusumsån (och på informationen om Strolången Söderköpingsån) har sina källor nära Värna kyrka (Åtvidabergs kommun) och genomrinner sjöarna Risten (62 m ö.h.), Såken (62 m ö.h.), Borken (60 m ö.h.), den betydande sjön Yxningen (38 m ö.h.) samt sjöarna Byngaren och Strolången (28 m ö.h.). Om man räknar den längsta sträckan från hela vattensystemets källor till mynningen kommer man upp i 82 km. Söderköpingsåns totala avrinningsområde är 882 km².
I registret över Sveriges huvudavrinningsområden är Söderköpingsån nr 68.